# Castillo de Boixadors
El castillo de Boixadors está en lo alto de una colina en una posición privilegiada con respecto al control sobre los caminos de acceso a la meseta de Calaf y la banda oriental del término, rozando los límites del Bages. Se encuentra en el extremo occidental de la sierra de Castelltallat (922 m), lo enmarca, con la sierra de Rubió (837 m) al sur, el camino que comunicaba el valle del río Cardener con el del Segre. Era, por tanto, un camino muy importante en tiempos de reconquista.

## Ubicación
El castillo de Boixadors pertenece al municipio de Salavinera, en la comarca de Noya, muy cerca de los límites con la comarca del Bages y junto al Solsonés y la Segarra. Al lado, se alza la iglesia hoy llamada de San Pedro del Castillo de Boixadors. El conjunto está rodeado de sierras que se elevan hasta cotas que superan los 800 metros y que estructuran un conjunto de pequeños valles, agrestes y boscosos, llenos de torrentes y arroyos que desembocan en la riera de Rajadell. El municipio de Salavinera se extiende por la ladera sur del cerro de Boixadors, la llanura presidida por el núcleo de La Fortesa y el valle que se inicia entre los antiguos pueblos de la Llavinera y Puigdemàger y que tiene como hondonada del arroyo de San Pedro, sobre la que se encuentra el pueblo de Salavinera, jefe administrativo del municipio. Así, el actual municipio es el resultado de la unión de los términos del castillo de la Llavinera, del castillo de Boixadors y de la Fortesa. El lugar de Boixadors está situado en lo alto de un cerro en el que se emplazan el castillo y, a levante, en una llanura situada a sus pies, la iglesia de San Pedro. Todo el conjunto está dominado, desde el punto más alto de la colina, por la torre del homenaje del castillo. Alrededor hay una serie de estructuras, fruto de sucesivas ampliaciones, que han acabado ocupando toda la plataforma superior de la colina de Boixadors, con una superficie de casi 900 m².

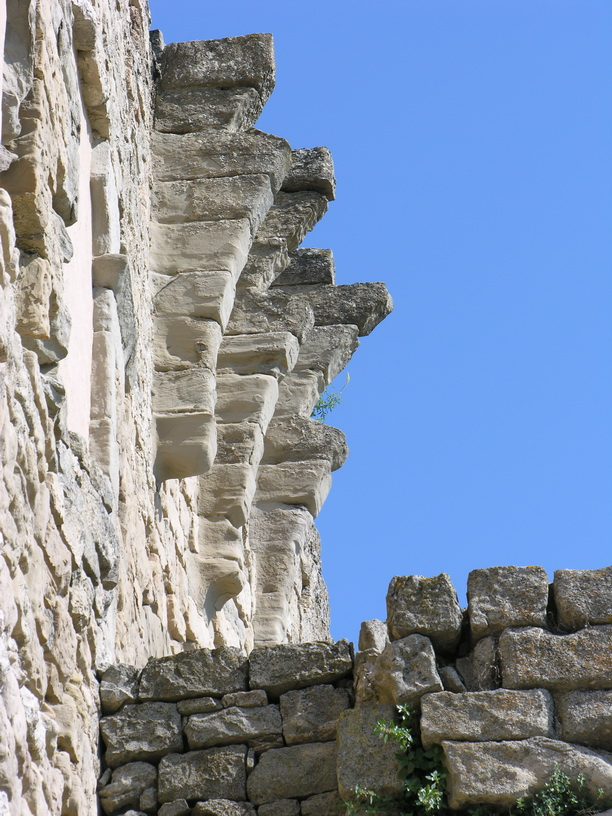
Arrancamiento de los arcos diafragmáticos conservados a poniente de la torre de levante del castillo de Boixadors (junio de 2008)

## Historia del conjunto
El término de Boixadors aparece documentado por primera vez en 1015. Fue señoreado por la familia de los Boixadors desde el 1100, cuando se documenta Berenguer Bonfill de Boixadors. En el siglo XIV, junto con los términos de la Llavinera y la Fortesa, formaron la baronía o varvassoria de Boixadors. En el año 1425, al morir Ramón Berenguer de Boixadors sin descendencia, la baronía pasó a una hermana casada con Arnau de Foixá. Los Foixá-Boixadors mantuvieron la baronía hasta el fin de los señoríos jurisdiccionales en el siglo XIX. El documento más antiguo referente a la iglesia data del 1015. En el siglo XII aparece en una relación de parroquias del obispado de Vich. Al final del siglo XVII el edificio sufría un evidente deterioro, lo que provocó que a finales del siglo XVIII se hicieran reformas. En el siglo XIX perdió las funciones parroquiales. Cedido al Ayuntamiento de Salavinera, desde 1971 la Diputación de Barcelona ha llevado a cabo varias campañas de restauración.